# Simple Certificate Enrollment Protocol
Simple Certificate Enrollment Protocol (SCEP) es un borrador de Internet en el Grupo de trabajo de ingeniería de Internet (IETF). Este protocolo es utilizado por numerosos fabricantes de equipos y software de red que están desarrollando medios simplificados de manejo de certificados para la implementación a gran escala para los usuarios cotidianos, además de estar referenciados en otros estándares de la industria. 
El protocolo está diseñado para que la emisión de certificados digitales sea lo más escalable posible. La idea es que cualquier usuario de red estándar debería poder solicitar su certificado digital de manera electrónica y lo más simple posible. Por lo general, estos procesos han requerido un aporte intensivo de los administradores de red, por lo que no han sido adecuados para implementaciones a gran escala. 
El Protocolo de inscripción de certificados simple es el protocolo de inscripción de certificados más popular, ampliamente disponible y probado. Aunque es ampliamente utilizado, por ejemplo, por el sistema operativo Cisco IOS, se ha expresado la inquietud de que no es capaz de «autenticar con firmeza las solicitudes de certificados realizadas por usuarios o dispositivos». Dado que exactamente los mismos problemas se aplican a otros protocolos de emisión de certificados, como el Protocolo de gestión de certificados y la Gestión de certificados en CMS, no está claro qué tan real es esta preocupación.    
Después de haber sido efectivamente abandonado por sus patrocinadores originales alrededor de 2010, el borrador de Internet que describe el protocolo fue revivido en 2015 debido a su uso generalizado en la industria y en otras normas, actualizando los algoritmos utilizados y corrigiendo numerosos problemas en la especificación original, que había acumulado una Cantidad considerable de detritus a lo largo del tiempo. 